# Sarsa Dengel
Sarsa Dengel (äthiop. ሠረጸ ድንግል, Thronname Malak Sagad I. መልአክ ሰገድ, „vor dem sich der Engel verneigt“) (* 1550; † 4. Oktober 1597) war von 1563 bis 1597 Negus Negest (Kaiser) von Äthiopien und ein Mitglied der Solomonischen Dynastie. Er war der Sohn von Kaiser Minas.

## Leben
Die Befehlshaber der Armee Schoas und die Königinmutter wählten Sarsa Dengel zum König. Als der Baher Negash Yeshaq, der gegen seinen Vater rebelliert hatte, älter wurde, schloss er mit Sarsa Dengel Frieden.
Sarsa Dengel stand jedoch noch einer Anzahl weiterer Aufstände gegenüber: Sein Cousin Hamalmal, 1563, und ein weiterer Cousin Fasils, zwei Jahre später, initiierten diese. Mit Hilfe des Osmanischen Reichs rebellierte Yeshaq ein weiteres Mal. Sarsa Dengel marschierte daraufhin 1576 in Tigray ein, wo er den Baher Negash und seine Verbündeten Özdemir Pascha und den Sultan Muhammed IV. von Harar in einer Schlacht besiegte und tötete.
Sarsa Dengel war der erste äthiopische Kaiser, der sich dem Vordringen der Oromo entgegenstellte. Die Oromo hatten Nur ibn Mujahid geschlagen, als er auf dem Heimweg von der Ermordung seines Onkels Claudius in einer Schlacht war. In seinem zehnten Jahr an der Macht (1573), unternahm Sarsa Dengel einen Feldzug in den Süden, wo er die Oromo in einer Schlacht nahe dem See Zway schlug. Auch im 15. (1578) und 25. (1588) Jahr seiner Amtszeit kämpfte er wieder gegen diese.
Die folgenden Jahre waren ebenfalls von Feldzügen gegen benachbarte Völker geprägt: 1580 und 1585 kämpfte Sarsa Dengel gegen die Falaschen in Semien, 1581 und 1585 gegen die Agau und 1590 gegen die Gambo, die westlich des Comansumpfs lebten.
Er unternahm 1588 eine Strafexpedition gegen die osmanischen Türken als Antwort auf deren Raubzüge in den nördlichen Provinzen. Ennarea war zweimal, 1586 und 1597, das Ziel seiner Feldzüge. Sein Chronist berichtet, dass beim zweiten Mal einige Mönche den Kaiser von diesem Unternehmen abbringen wollten, was ihnen jedoch nicht gelang. Sie warnten ihn davor, Fisch aus einem bestimmten Fluss zu essen, der auf dem Weg lag. Trotz ihrer Warnung verzehrte er Fisch aus diesem Fluss, wurde krank und starb.